# Juri Abramowitsch Golfand

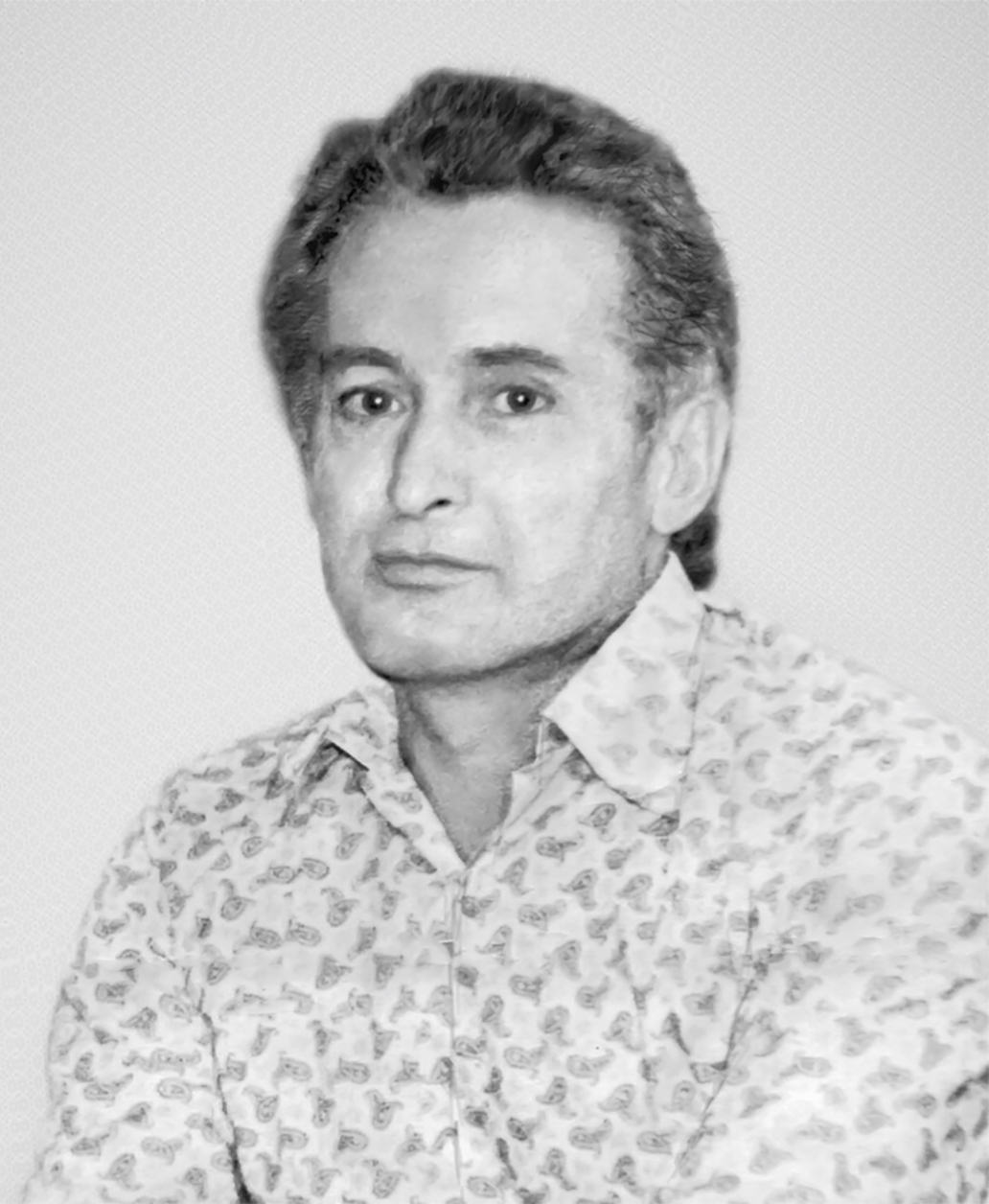
Juri Golfand

Juri Abramowitsch Golfand (russisch Юрий Абрамович Го́льфанд; * 10. Januar 1922 in Charkow; † 17. Februar 1994 in Jerusalem; englische Schreibweise Yuri Golfand) war ein russischer theoretischer Physiker, einer der Begründer der Supersymmetrie.
Golfand studierte Mathematik und Physik an der Universität Charkow (ukrainisch: Charkiw), unterbrochen vom Wehrdienst im Zweiten Weltkrieg (als Flugzeugmechaniker). Nach dem Krieg setzte er sein Studium (der Mathematik) in Leningrad fort, wo er 1946 seinen Abschluss machte und ein Jahr später promovierte. Danach arbeitete er an einem Forschungsinstitut für Elektrotechnik, bevor er sich 1951 der Theoriegruppe von Igor Tamm am Lebedew-Institut (FIAN) in Moskau anschloss. Er arbeitete in Quantenfeldtheorie, wo er u. a. 1959 eine Arbeit über Renormierungstheorie schrieb unter der Annahme, dass der vierdimensionale Impulsraum eine konstante (von null verschiedene) Krümmung besitze. 1970 entwickelte er mit seinem Studenten Jewgeni Pinchassowitsch Lichtman (russisch Евгений Пинхасович Лихтман, englische Transkription Evgeni Likhtman) eine Erweiterung der Poincare-Algebra mit Hilfe von Spinoren, die das erste Beispiel einer vierdimensionalen Supersymmetrie-Theorie (in diesem Fall einer Variante der supersymmetrisch erweiterten Quantenelektrodynamik) lieferte. Golfand diskutierte diese Möglichkeit schon Ende der 1960er Jahre mit Kollegen als Möglichkeit etwa das Coleman-Mandula-Theorem zu umgehen, als er aber auf dem 15. Internationalen Hochenergiephysik-Kongress in Kiew darüber vortragen wollte, wurde dies abgelehnt. Auch die Veröffentlichung der detaillierten Theorie mit seinem Studenten Lichtman erschien zunächst nur in stark gekürzter Form in den JETP Letters (ausführlicher war ein Report des FIAN von Lichtman von 1971 und eine Veröffentlichung von Golfand mit Lichtman in der Tamm-Festschrift 1972).
Etwas später als Golfand und Lichtman führten D. Volkov und V. P. Akulov in Charkow ebenfalls die vierdimensionale Supersymmetrie ein. Die russischen Arbeiten fanden damals wenig Aufmerksamkeit, und der wirkliche Aufschwung der Supersymmetrie setzte erst 1974 mit den Arbeiten von Julius Wess und Bruno Zumino im Westen ein. Heute gilt die Theorie, die auch von den Pionieren der Stringtheorie (im Rahmen einer World-Sheet-Supersymmetrie, also zunächst in zwei Dimensionen) André Neveu, John Schwarz und Pierre Ramond um 1971 eingeführt wurde, als wichtiger Baustein einer vermuteten umfassenden Theorie der Elementarteilchen und ihrer Wechselwirkungen (GUTs), beispielsweise innerhalb der Stringtheorie (Superstrings), die als Kandidat für GUTs Supersymmetrie zur Voraussetzung hat.
Kurz nach dieser wegweisenden Arbeit wurde er 1973 im FIAN entlassen. Nachdem er einen Ausreiseantrag nach Israel gestellt hatte, fand er auch keine andere Stellung als Wissenschaftler in der Sowjetunion. 1980 wurde er auf starken Druck ausländischer Physiker, z. B. von der APS, wieder am FIAN eingestellt (allerdings nicht in der Theorie-Abteilung). Erst mit dem Zusammenbruch der Sowjetunion 1990 konnte er mit seiner Familie nach Israel ausreisen. Seine letzten Jahre verbrachte er in Haifa, mit einem Forschungsauftrag vom Technion. Er starb an einem Gehirnschlag.
1989 erhielt er den Tamm-Preis der Sowjetischen Akademie der Wissenschaften.